# Adriano Alberti

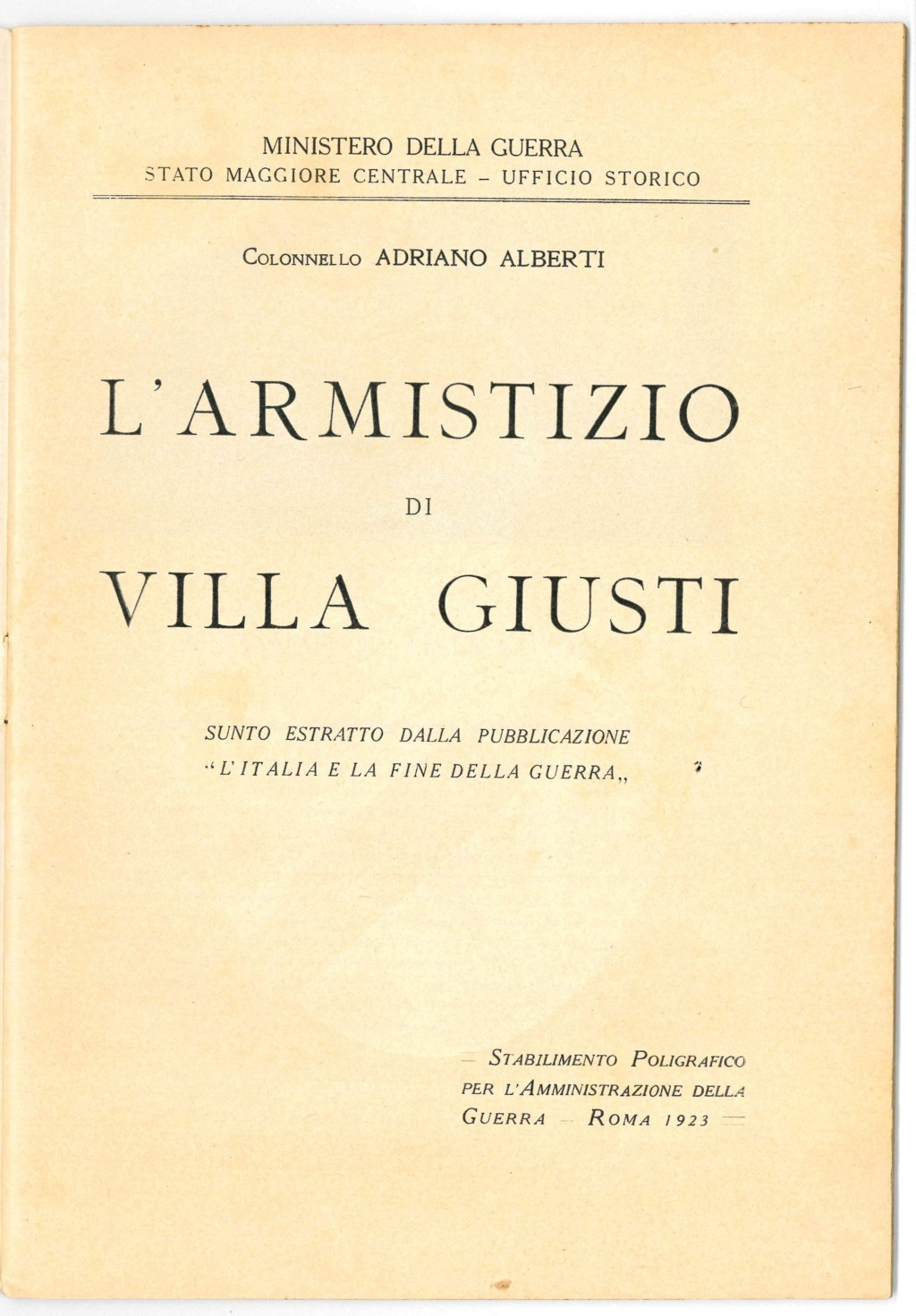
L'ARMISTIZIO DI VILLA GIUSTI. Edito dal Ministero della Guerra Stato Maggiore Centrale - Ufficio Storico, a cura del Colonnello Adriano Alberti, del 1923.

Adriano Alberti (Milano, 12 febbraio 1870 – Torino, 9 novembre 1955) è stato un militare, storico e politico italiano.

## Biografia
Entrato in accademia nel 1888 due anni dopo è tenente nel 4º reggimento del Genio Ferrovieri e con tale grado è successivamente assegnato alla direzione del genio a Torino (1898) e alla brigata ferrovieri (1902). Promosso capitano è comandato a prestare servizio di Stato maggiore al comando della divisione di Bari (1903) e Milano (1905) e addetto al comando del capo di Stato maggiore (1907). Nel 1915, col grado di tenente colonnello, è inviato in zona di guerra e nominato commissario per le strade ferrate militari (gennaio 1916) e promosso sul campo colonnello (novembre 1916).
Valente cultore degli studi storico-militari nel 1923 assume la direzione dell'Ufficio storico dello Stato maggiore, per il quale nel 1923 scrive una ricostruzione storica della battaglia di Caporetto. Le bozze del volume, all'epoca non uscito per una disposizione di Mussolini, sono state recuperate dallo stesso ufficio e il libro pubblicato solo nel 2004.
Promosso successivamente Generale di brigata e Generale di divisione comanda le brigate "Pavia" e "Granatieri di Sardegna" di Roma, le divisioni territoriali militari di Catanzaro e Torino ed è comandante generale della Sicilia. Si congeda il 12 febbraio 1936 col grado di Generale di corpo d'armata e tre anni dopo è nominato Senatore a vita per la categoria 14 (Gli ufficiali generali di terra e di mare. Tuttavia i maggiori generali e i Contrammiragli dovranno avere da cinque anni quel grado in attività). Rimane in senato fino al 31 luglio 1945, data in cui viene dichiarato decaduto dall'Alta Corte di Giustizia per le Sanzioni contro il Fascismo per l'imputazione 6 (Senatori ritenuti responsabili di aver mantenuto il fascismo e resa possibile la guerra sia coi loro voti, sia con azioni individuali, tra cui la propaganda esercitata fuori e dentro il Senato).